# 1099
سمة 1099 هي سنة بسيطة بدأت يوم السبت حسب التقويم اليولياني

## أحداث
- حصار القدس في الفترة ما بين 7 يونيو و15 يوليو.

### حسب البلاد

#### آسيا
- 15 يوليو - سقوط مدينة القدس بيد الصليبين[1] وذلك في إطار الحملة الصليبية الأولى
- 12 أغسطس - وقوع معركة عسقلان آخر معارك الحملة الصليبية الأولى، وانتصار الصليبيين على الفاطميين.
- الصليبيون ينشئون حصن كاسال هومبيرتي في قرية الزيب بفلسطين.
- تولية سلالة الشنسباني الغوريين على مدينة غزنة من قبل الدولة الغزنوية.
- بعد 28 سنة من معركة ملاذكرد و استيلاء السلاجقة على معظم أراضي جورجيا، الملك الجورجي ديفيد الرابع الباغراتيوني يتوقف عن دفع الأموال للسلاجقة، وإخضاع معظم الأراضي الجورجية -عدا تبليسي وإيريتي- تحت سيطرته المباشرة.

#### أوروبا
- رابع وآخر حكام السلالة الساليانية هنري الخامس يعتلي العرش ملكاً لألمانيا.
- إنشاء الفرقة العسكرية فرسان الإسبتارية التي تحولت إلى فرسان مالطة لاحقاً.
- وليام الثانيملك إنجلترا يعين رانولف فلامبارد النورماني أسقفا لمدينة دورهام.

## مواليد
- ابن أبي عصرون، فقيه شافعي، ولد بالموصل
- كمال الدين الشهرزوري، قاض وأديب وفقيه شافعي، ولد بالموصل
- منصور بن علوان الصيداوي
- ابن الخشاب شاعر ولغوي، ولد ببغداد
- الإدريسي، مؤسس علم الجغرافيا

## وفيات

### حسب البلاد

#### أوروبا
- 29 يوليو - أوربانوس الثاني، بابا الكنيسة الكاثوليكية، مدشن الحملة الصليبية الأولى
- دونالد الثالث ملك اسكتلندا